# Hashiba Yūsuke
Hashiba Yūsuke (羽柴 雄輔), né le 22 juin 1851 – décédé le 5 décembre 1921, est un archéologue, historien et anthropologue japonais. Expert de l'époque d'Edo des samouraï, il est également particulièrement connaisseur du folklore japonais à propos duquel il est cité dans plusieurs publications,. À partir des années 1880, il s'engage auprès de l'Association anthropologique de Tokyo et publie un certain nombre de travaux. Il est l'un des fondateurs de l'Association anthropologique Ou en novembre 1890.

## Source de la traduction
- (en) Cet article est partiellement ou en totalité issu de l’article de Wikipédia en anglais intitulé « Yusuke Hashiba » (voir la liste des auteurs).